# Pappophorum bicolor
Pappophorum bicolor là một loài thực vật có hoa trong họ Hòa thảo. Loài này được E.Fourn. mô tả khoa học đầu tiên năm 1886.

## Hình ảnh

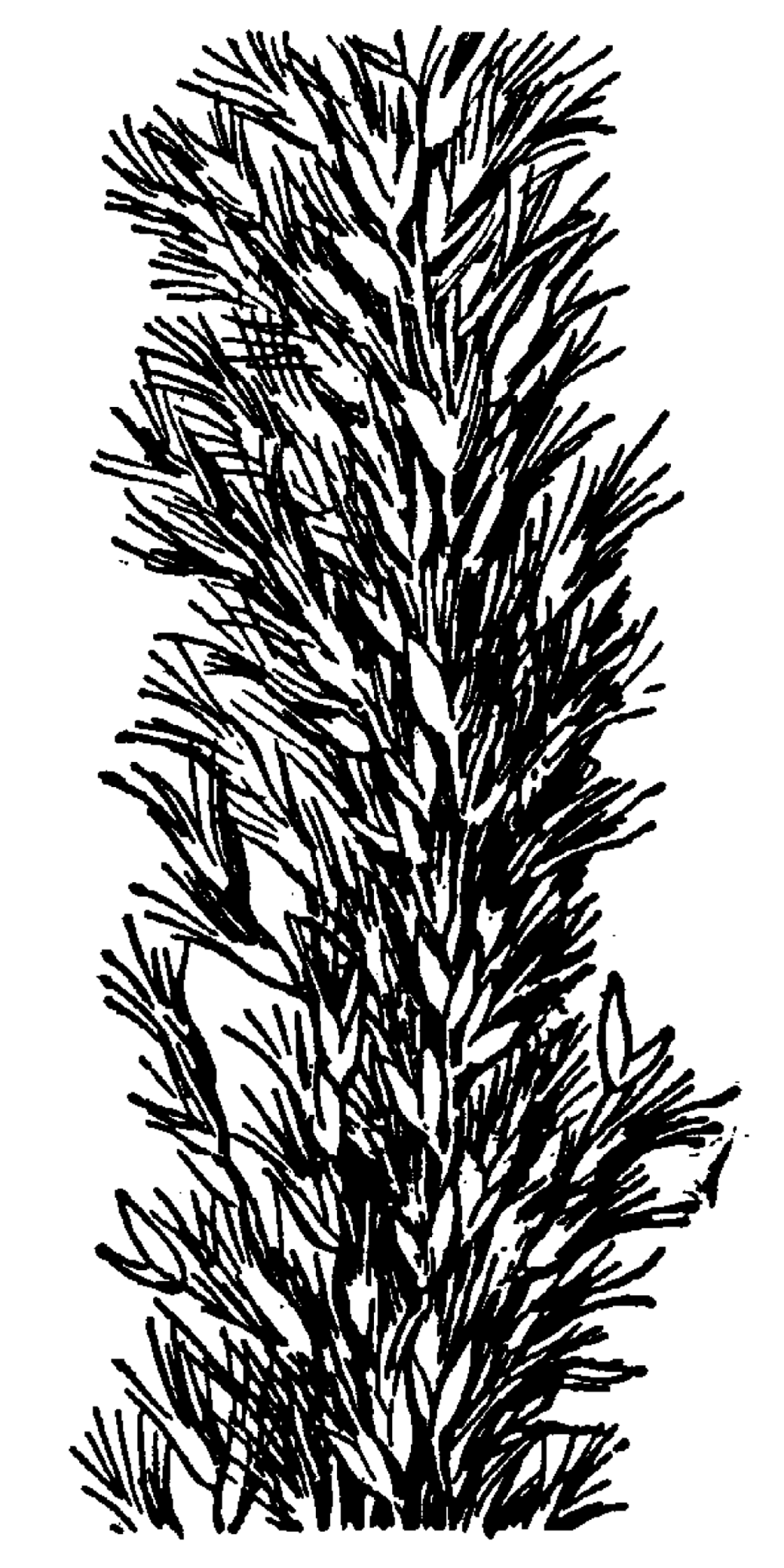